# Elezioni presidenziali nelle Filippine del 2010
Le elezioni presidenziali nelle Filippine del 2010 si tennero il 10 maggio.

## Risultati

### Elezione del Presidente
| Candidati                | Partiti                              | Voti       | %     |
| ------------------------ | ------------------------------------ | ---------- | ----- |
| Benigno Aquino III       | Partito Liberale delle Filippine     | 15 208 678 | 42,08 |
| Joseph Estrada           | Partito delle Masse Filippine        | 9 487 837  | 26,25 |
| Manny Villar             | Partito Nazionalista delle Filippine | 5 573 835  | 15,42 |
| Gilberto Teodoro         | Lakas-CMD                            | 4 095 839  | 11,33 |
| Eddie Villanueva         | Bangon Pilipinas                     | 1 125 878  | 3,12  |
| Richard Gordon           | Bagumbayan-VNP                       | 501 727    | 1,39  |
| Nicanor Perlas           | Indipendente                         | 54 575     | 0,15  |
| Jamby Madrigal           | Indipendente                         | 46 489     | 0,13  |
| John Carlos de los Reyes | Partito della Fratellanza            | 44 244     | 0,12  |
| Totale                   | Totale                               | 36 139 102 | 100   |

### Elezione del Vicepresidente
| Candidati             | Partiti                          | Voti       | %     |
| --------------------- | -------------------------------- | ---------- | ----- |
| Jejomar Binay         | PDP-Laban                        | 14 645 574 | 41,65 |
| Mar Roxas             | Partito Liberale delle Filippine | 13 918 490 | 39,58 |
| Loren Legarda         | Coalizione Popolare Nazionalista | 4 294 664  | 12,21 |
| Bayani Fernando       | Bagumbayan-VNP                   | 1 017 631  | 2,89  |
| Edu Manzano           | Lakas-CMD                        | 807 728    | 2,30  |
| Perfecto Yasay Jr.    | Bangon Pilipinas                 | 364 652    | 1,04  |
| Jay Sonza             | Kilusang Bagong Lipunan          | 64 230     | 0,18  |
| Dominador Chipeco Jr. | Ang Kapatiran                    | 52 562     | 0,15  |
| Totale                | Totale                           | 35 165 531 | 100   |